# Frankfurt Galaxy (ELF)
Die Frankfurt Galaxy sind ein Frankfurter American-Football-Team aus der European League of Football (ELF). Die Galaxy wurde 2021 erster Meister der ELF.

## Geschichte
Das Team der Frankfurt Galaxy wurde im Jahr 2021 gegründet und ist ein Franchise der European League of Football. Sie sind eins der acht Gründungsmitglieder der Liga. Als Headcoach wurde Thomas Kösling von der Frankfurt Universe verpflichtet. Des Weiteren holte man Martin Latka als Linebacker-Coach, der schon für das frühere NFLE-Team im Einsatz war.
Der Teamname wurde bereits von 1991 bis 2007 von einem Team in der World League of American Football (WLAF), später NFL Europe (NFLE) geführt. Er darf nach einer Genehmigung durch die NFL für das jetzige Team genutzt werden. Die „alte“ Galaxy spielte am 23. Juni 2007 gegen die „alten“ Hamburg Sea Devils im World Bowl XV das letzte Spiel in der Geschichte der NFLE.

### Saison 2021
Ihr erstes Spiel in der Saison 2021 bestritt die Galaxy gegen die Hamburg Sea Devils. So kam es nach fast genau 14 Jahren zum erneuten Aufeinandertreffen dieser beiden Teams, die Partie verlor man mit 17:15. Danach folgten fünf Siege in Folge, bevor es zum Rückspiel gegen die Sea Devils kam. Diesmal setzte man sich mit 35:9 durch. Darauf folgten dann zwei weitere Siege gegen die Panthers Wrocław und die Barcelona Dragons, wodurch man die Tabellenführung der Division South sicherte. Am letzten Spieltag der Division South besiegte man die Cologne Centurions mit 45:7. Bereits in der darauffolgenden Woche standen sich beide Teams in den Play-offs (Division Finals) erneut gegenüber. Mit einem 36:6 krönte man sich zu den Division South Champions und sicherte sich so die Teilnahme am Championship Game. Dieses gewann man 32:30 gegen die Hamburg Sea Devils und wurde so zum ersten ELF Champion.

### Saison 2022
Im Mai 2022 stieg die Zeitfracht-Gruppe als Sponsor und Eigentümer bei der Galaxy ein. Zeitfracht stellt dem Team ein Flugzeug für Auswärtsspiele im Galaxy-Design.
In der Neuauflage des Deutschland-Derbys der NFL Europe gegen die wieder gegründete Rhein Fire startete die Galaxy erneut mit einer Niederlage in die zweite Saison. Auch am zweiten Spieltag setzte es gegen einen weiteren ELF-Neuling, die Vienna Vikings, eine Niederlage, wobei Quarterback Sullivan verletzt war. Das Team wurde im Lauf der Saison stärker und wahrte sich bis zum letzten Spieltag Play-off-Chance, beendete die reguläre Saison dann aber auf dem dritten Platz der Central Conference.

### Saison 2023
Frankfurt Galaxy spielte in der Western Conference gegen die Teams aus Hamburg, Köln, Düsseldorf, Paris sowie in Interconference Spielen gegen Székesfehérvár und Mailand. Die reguläre Saison schloss man mit einem 10:2-Record ab, während man die Wild Card-Runde gegen Berlin Thunder gewinnen konnte. Das Halbfinale verlor man gegen Rhein Fire mit 23-42. Schon während der Saison verlängerte man den Vertrag mit Head Coach Thomas Kösling um ein Jahr.

### Saison 2024
In der Off-Season vor der Saison 2024 gab die Galaxy die Trennung von Quarterback Jakeb Sullivan und Offensive Coordinator Patrick Griesheimer bekannt. Als neuer Quarterback wurde Luke Zahradka (ehemals Milano Seamen) verpflichtet, während man sich die Dienste von Offensive Coordinator Frank Roser (ehemals Swarco Raiders Tirol und Cologne Centurions) sicherte.
Erstmals wurde 2024 ein Heimspiel im Stadion am Bieberer Berg im benachbarten Offenbach am Main ausgetragen. Mit der Frankfurt Universe einigte man sich im Juni 2024 auf Zusammenarbeit. Anfang Juli wurde Matthew McKay als neuer Quarterback verpflichtet, um den verletzten Luke Zahradka zu ersetzen. Die Galaxy kam in zwölf Spielen nur auf vier Siege und hatte damit die bis dato schlechteste Saison.

### Saison 2025
Nach der Saison 2024 wechselte Head Coach Kösling auf das Amt des Sportdirektors. Als Nachfolger als Head Coach wurde am 27. Oktober 2024 Bart Andrus präsentiert. Andrus war zuletzt HC der Philadelphia Stars in der USFL und hatte 2004 mit den Amsterdam Admirals den World Bowl gewonnen.

## Teamlogo
Das Logo stellt seit April 2025 eine Galaxie in den Farben Lila und Orange dar. In den ersten vier Saisons wurde die Farbe Gold statt Orange verwendet.

## Spielstätte
Die Heimstätte der Frankfurt Galaxy ist die PSD Bank Arena im Frankfurter Stadtteil Bornheim. Das Stadion bietet Platz für 12.542 Zuschauer, davon etwa 5.000 Sitzplätze. Am 3. September 2023 stellte Frankfurt Galaxy den eigenen Zuschauerrekord von 10.027 in der PSD Bank Arena gegen Rhein Fire auf. Es war das erste Mal in der Franchise-Geschichte, dass die 10.000er-Marke durchbrochen wurde. Dieser Rekord konnte beim Auftaktspiel der Saison 2024 gegen Rhein Fire im Stadion am Bieberer Berg (Offenbach) mit 13.586 Zuschauern gebrochen werden. In der Saison 2025 findet das zweite Heimspiel ebenfalls in Offenbach statt, die restlichen in der PSD Bank Arena.

## Auszeichnungen
- 2021: Frankfurts Mannschaft des Jahres[22][23]

## Statistik

### Platzierungen
- 2021: ELF Champions und Division South Champions
- 2021: Division South Champions
- 2023: Halbfinale

| Saison | Conf./Div. | Platz | Spiele | S  | N  | SQ    | P+    | P−    | Diff | Conf  | Serie                | Postseason                                                             | Zuschauer Ø |
| ------ | ---------- | ----- | ------ | -- | -- | ----- | ----- | ----- | ---- | ----- | -------------------- | ---------------------------------------------------------------------- | ----------- |
| 2021   | South      | 1.    | 10     | 9  | 1  | 0,900 | 357   | 132   | +225 | 6:0   | 1N–9S                | HF Sieg: Cologne Centurions (36–6) CG Sieg: Hamburg Sea Devils (32–30) | 2.100       |
| 2022   | Central    | 3.    | 12     | 8  | 4  | 0,667 | 386   | 247   | +139 | 4:2   | 2N–2S–1N–4S–1N–2S    | –                                                                      | 5.008       |
| 2023   | Western    | 2.    | 12     | 10 | 2  | 0,833 | 382   | 233   | +149 | 6:2   | 1N–10S–1N            | WC Sieg: Berlin Thunder (20–3) HF Niederlage: Rhein Fire (23–42)       | 6.437       |
| 2024   | Western    | 5.    | 12     | 4  | 8  | 0,333 | 285   | 397   | −112 | 3:7   | 2N–2S–3N–1S–1N–1S–2N | –                                                                      | 7.098       |
| 2025   | West       | 3.    | 12     | 6  | 6  | 0,500 | 383   | 367   | 0+16 | 3:3   | 1N-3S-4N-3S-1N       | –                                                                      | 7.256       |
| Summe  | Summe      | Summe | 58     | 37 | 21 | 0,638 | 1.793 | 1.376 | +417 | 22:14 |                      | Wildcard 1–0 Halbfinale 1–1 Finale 1–0                                 | 5.607       |

(WC: Wildcard, HF: Halbfinale, CG: Championship Game)

### Direkter Vergleich
| Gegner              | erste Begegnung | Regular Season | Regular Season | Regular Season | Regular Season | Regular Season | Regular Season | Regular Season | Play-offs | Play-offs | Play-offs | Play-offs | Play-offs | Höchster Sieg | Höchste Niederlage |
| Gegner              | erste Begegnung | Sp             | S              | N              | SQ             | P+             | P−             | Diff           | S         | N         | P+        | P−        | Diff      | Höchster Sieg | Höchste Niederlage |
| ------------------- | --------------- | -------------- | -------------- | -------------- | -------------- | -------------- | -------------- | -------------- | --------- | --------- | --------- | --------- | --------- | ------------- | ------------------ |
| Barcelona Dragons   | 2021            | 2              | 2              | 0              | 1,000          | 64             | 36             | 0+28           |           |           |           |           |           | 42:22 (2021)  | −                  |
| Berlin Thunder      | 2023            |                |                |                |                |                |                |                | 1         | 0         | 20        | 3         | +17       | 20:30 (2023)  | −                  |
| Cologne Centurions  | 2021            | 10             | 8              | 2              | 0,800          | 421            | 187            | +234           | 1         | 0         | 36        | 6         | +30       | 74:10 (2025)  | 28:35 (2024)       |
| Fehérvár Enthroners | 2023            | 2              | 2              | 0              | 1,000          | 94             | 13             | 0+81           |           |           |           |           |           | 46:00 (2023)  | −                  |
| Hamburg Sea Devils  | 2021            | 6              | 5              | 1              | 0,833          | 154            | 94             | 0+60           | 1         | 0         | 32        | 30        | 0+2       | 35:90 (2021)  | 15:17 (2021)       |
| Madrid Bravos       | 2024            | 4              | 2              | 2              | 0,500          | 131            | 146            | 0-15           |           |           |           |           |           | 37:20 (2024)  | 15:46 (2024)       |
| Milano Seamen       | 2023            | 2              | 2              | 0              | 1,000          | 93             | 47             | 0+46           |           |           |           |           |           | 53:14 (2023)  |                    |
| Nordic Storm        | 2025            | 2              | 1              | 1              | 0,500          | 35             | 55             | −20            |           |           |           |           |           | 35:20 (2025)  | 00:35 (2025)       |
| Panthers Wrocław    | 2021            | 6              | 5              | 1              | 0,833          | 174            | 126            | 0+48           |           |           |           |           |           | 47:13 (2022)  | 19:54 (2024)       |
| Paris Musketeers    | 2023            | 6              | 3              | 3              | 0,500          | 130            | 165            | 0–35           |           |           |           |           |           | 30:13 (2023)  | 10:44 (2024)       |
| Prague Lions        | 2025            | 2              | 1              | 1              | 0,500          | 44             | 58             | 0–14           |           |           |           |           |           | 28:21 (2025)  | 16:37 (2025)       |
| Raiders Tirol       | 2022            | 2              | 1              | 1              | 0,500          | 53             | 56             | 00−3           |           |           |           |           |           | 36:33 (2022)  | 17:23 (2022)       |
| Rhein Fire          | 2022            | 6              | 0              | 6              | 0,000          | 127            | 212            | 0−85           | 0         | 1         | 23        | 42        | −19       | −             | 13:48 (2024)       |
| Stuttgart Surge     | 2021            | 6              | 4              | 2              | 0,667          | 221            | 143            | 0+78           |           |           |           |           |           | 57:30 (2021)  | 39:54 (2025)       |
| Vienna Vikings      | 2022            | 2              | 1              | 1              | 0,500          | 52             | 38             | 0+14           |           |           |           |           |           | 42:80 (2021)  | 10:30 (2023)       |

Stand: 17. August 2025
Legende:
| Spiele       | Siege              | Niederlagen           |
| SQ Siegquote | P+ gemachte Punkte | P− gegnerische Punkte |

## Team
Team und Coaching Staff der Startsaison:

### Head Coaches
| # | Name           | Saisons   | Regular Season | Regular Season | Regular Season | Regular Season | Play-offs | Play-offs | Play-offs |
| # | Name           | Saisons   | Spiele         | S              | N              | Gewonnen%      | Spiele    | S         | N         |
| - | -------------- | --------- | -------------- | -------------- | -------------- | -------------- | --------- | --------- | --------- |
| 1 | Thomas Kösling | 2021–2024 | 46             | 31             | 15             | 0,674          | 4         | 3         | 1         |
| 2 | Bart Andrus    | 2025–     | 0              | 0              | 0              | –              | 0         | 0         | 0         |

### Roster
| Abkürzungen der Spieler-Positionen im American Football | Abkürzungen der Spieler-Positionen im American Football |
| ------------------------------------------------------- | --- |
| Offense                                                 | QB – Quarterback \| RB – Runningback \| FB – Fullback \| TE – Tight End \| E/WR – Wide Receiver \| T – Tackle \| G – Guard \| C – Center |
| Defense                                                 | DT – Defensive Tackle \| DE – Defensive End \| NT – Nose Tackle \| LB – Linebacker \| ILB – Inside Linebacker \| MLB – Middle Linebacker \| OLB – Outside Linebacker \| CB – Cornerback \| NB – Nickelback \| FS – Free Safety \| SS – Strong Safety |
| Special Teams                                           | K – Kicker \| P – Punter \| KS – Kicking Specialist \| KOS – Kickoff Specialist \| LS – Long Snapper \| RS – Return Specialist \| KOR/KR – Kick Returner \| PR – Punt Returner \| PP – Punt Protector                                                |

## B.G.A. Football Betriebs GmbH
Die B.G.A. Football Betriebs GmbH wurde im Oktober 2020 und damit bereits vor der offiziellen Ankündigung der ELF gegründet. Bei Gründung war Head Coach Thomas Kösling mit 50,1 % Mehrheitseigner. Im Oktober 2020 übernahm der ehemalige Luftfahrtunternehmer Alexander Korosek 80 % der Anteile. Über eine Kapitalerhöhung im Juli 2021 wurde die Gesellschaft auf eine Breite Eigentümerbasis gestellt, Korosek schied anschließend aus dem Gesellschafterkreis aus. Zum 1. November 2021 übernahm Christopher Knower den Posten des Geschäftsführers.
Kösling ist seit Mai 2022 nicht mehr an der Gesellschaft beteiligt, die größten Anteilseigner sind seitdem mit je 20 % James McGoldrick (Gründer von Fitness First), Jörg Zirener und die Zeitfracht-Gruppe über die Lakeview Invest. Insgesamt gibt es zehn Gesellschafter. Im Februar 2023 wurde Eric Reutemann Geschäftsführer der B.G.A., Knower übernahm die sportliche Leitung in der Geschäftsführung. Knower wechselte im April 2023 als Operations Manager Germany zu den New England Patriots, sein Nachfolger wurde Andreas Renner.

## Sponsoren und Partner
Hauptsponsor der Frankfurt Galaxy ist seit der Saison 2023 die Adler Modemärkte AG mit einem Sponsoring-Paket in Höhe von über 150.000 Euro. Die Partnergruppe wiederum gliedert sich in die drei Kategorien „Exklusivpartner“ (75.000–100.000 Euro), „Premium Partner“ (50.000–75.000 Euro) und „Partner“ (20.000–50.000 Euro). „Exklusivpartner“ sind insgesamt sechs Unternehmen: der Internetprovider InterNetX, der Süßwarenhersteller Leysieffer, der Pop-up-Kartenhändler Lovepop, der Frankfurter Radiosender Hit Radio FFH sowie die beiden Zeitungen Frankfurter Rundschau und Frankfurter Wochenblatt. Zu den „Premium Partnern“ gehören die Designagentur DHCmedia aus Rodgau, die Unternehmensberatung iTentity aus Büdingen und die PSD Bank Hessen-Thüringen. Außerdem werden von der Galaxy sechs „Partner“ aufgeführt, darunter Lotto Hessen, die Asklepios Klinik Seligenstadt und der Eventveranstalter QDREI aus Frankfurt.
Außerdem bietet Frankfurt Galaxy für kleinere Sponsoren (2.000–10.000 Euro) den sogenannten „Galaxy Club“ an, der zum einen die Vernetzung der Partner untereinander fördern soll und zum anderen den Unternehmen die eigene Präsentation im Stadion bietet. In diesem sind aktuell 22 verschiedene Unternehmen als Mitglieder vertreten.